# Теразидере (станція метро)
41°1′49″ пн. ш. 28°53′52″ сх. д. / 41.03028° пн. ш. 28.89778° сх. д.
Теразидере́ (тур. Terazidere) — станція лінії М1 Стамбульського метрополітену. Відкрита 31 січня 1994 в рамках черги Отогар — Зейтинбурну. Розташована в південній частині району Есенлер
Конструкція: Естакадна станція відкритого типу з двома береговими платформами.
Пересадки:
- Маршрутки: Еюпсултан — Отогар — Давутпаша

| Попередня станція | Лінія | Лінія                           | Лінія | Наступна станція                    |
| ----------------- | ----- | ------------------------------- | ----- | ----------------------------------- |
| Отогар до Єнікапи |       | M1 (Стамбульський метрополітен) |       | Давутпаша — ЇТУ до Аеропорт Ататюрк |